# Église San Paolo a Ripa d'Arno
L'église San Paolo a Ripa d’Arno est un édifice religieux de la ville de Pise, en Italie. L'église est également connue localement comme le « Duomo vecchio » (vieille cathédrale).
Elle se situe sur la bordure ouest de la vieille ville de Pise, au sud de la rivière Arno, qui passe à proximité d'elle d'où le nom de « Ripa d'Arno ». L'église est sous le patronage de saint Paul de Tarse.

## Histoire
Une première église était présente au même endroit à l'époque carolingienne en l'an 805. Elle est tombée en désuétude et sur ses ruines un nouvel édifice a été construit. En 1092, l'église fut annexée à un monastère des moines vallombrosains et ensuite en 1147 transformée en hôpital.
L'édifice a été modifié au cours des XIe et XIIe siècles dans un style similaire à celle du Duomo de Pise et reconsacré par le pape Eugène III en 1148.
À partir de 1409, l'ensemble des bâtiments a été donné au cardinal Landolfo di Marramauro, puis en 1552 à la famille Grifoni et, après 1565 à l'Ordre de Saint-Étienne, pape et martyr jusqu'à la construction de leur propre église Santo Stefano dei Cavalieri à la fin du XVIe siècle. En 1798, l'église devint une église paroissiale.
Le bâtiment a été endommagé en 1943, en particulier à l'intérieur. La restauration s'est poursuivie de 1949 à 1952, les bâtiments à l'arrière ont été démolis et la petite chapelle de Sant'Agata restaurée.

## Description

### Extérieur
La façade est en pierres romaines de marbre formant des bandes bichrome. La façade, conçue au XIIe siècle, mais terminée au XIVe siècle probablement par Giovanni Pisano, est à deux corps avec pilastres, arcs aveugles, intarsie de marbre et trois ordres de loggias dans la partie supérieure.

### Intérieur
Le plan intérieur est en croix latine avec une nef et deux bas-côtés soutenus par des colonnes en granit de l'Île d'Elbe, une abside et un dôme au croisement du transept. Il abrite une croix peinte sur bois du XIIIe siècle, des fresques de Buonamico Buffalmacco et une Vierge à l'Enfant et Saints de Turino Vanni (XIVe siècle) ainsi qu'un sarcophage romain du IIe siècle utilisé comme tombeau médiéval. Le bas-relief du sarcophage a été utilisé comme modèle par Nicola Pisano et son élève Arnolfo di Cambio.